# 1951
| 1951                                                         |
| ------------------------------------------------------------ |
| Dødsfald - Fødsler                                           |
| • Begivenheder • Film • Litteratur • Musik • Politik • Sport |

| Gregoriansk kalender | 1951 MCMLI              |
| Ab urbe condita      | 2704                    |
| Armensk kalender     | 1400 ԹՎ ՌՆ              |
| Kinesiske kalender   | 4647 – 4648 庚寅 – 辛卯 |
| Etiopisk kalender    | 1943 – 1944             |
| Jødisk kalender      | 5711 – 5712             |
| Hindukalendere       |                         |
| - Vikram Samvat      | 2006 – 2007             |
| - Shaka Samvat       | 1873 – 1874             |
| - Kali Yuga          | 5052 – 5053             |
| Iransk kalender      | 1329 – 1330             |
| Islamisk kalender    | 1371 – 1372             |

Konge i Danmark: Frederik 9. 1947-1972
Se også 1951 (tal)

## Begivenheder

### Januar
- 1. januar - vejtrafikken generes kraftigt af snefygning i hele Danmark
- 1. januar - Koreakrigen: kineserne overskrider den 38. breddegrad i Korea
- 2. januar - til et forslag fra Vestmagterne svarer Sovjetunionen, at man på et firemagtsmøde kun er villig til at forhandle om Tysklands afmilitarisering
- 3. januar - Koreakrigen: FN-tropperne må atter rømme Seoul
- 3. januar - Landsbrugsrådet vurderer landbrugsseksporten i 1950 til 2 1/2 milliard kroner
- 4. januar - Koreakrigen: Kinesiske og Nordkoreanske styrker erobrer Seoul
- 5. januar - en republikansk senator ved navn Toft sår tvivl ved Trumanns ret til at sende amerikanske tropper til Europa
- 6. januar - Koreakrigen: USA vil have Kina stemplet som angriber
- 7. januar - Vendsyssel begraves i snemasser
- 8. januar - Niels Bohr retter atter en fredsappel til hele Verden. England stiller forslag om optagelse af Kina i FN og stiller ligeledes forslag om en demokratisk folkeafstemning i Korea
- 9. januar – FN’s hovedkvarter i New York, USA, bliver indviet
- 9. januar - sporvognen linje 6's har totalt bremsesvigt. Den afspores og ender sin tur i restaurant Slotskroens glasveranda
- 11. januar - Europahærens general Eisenhower besøger København og modtager Elefantordenen
- 14. januar - Haderslev domkirke genindvies efter 10 års restaurering
- 16. januar - På et møde i København appellerer de tre nordiske udenrigsministre styret i Kina om at acceptere FN's fredsforslag under Koreakrigen.
- 17. januar - Koreakrigen: Kina afviser FN's fredsforslag
- 18. januar - General Eisenhowers besøg i Rom udløser store demonstrationer blandt landets kommunister
- 19. januar - England hjemsøges af en mildere mutation af den Spanske Syge
- 23. januar - Hospitalsskabet Jutlandia fra Danmark afsejler til Korea
- 28. januar - krigslykken vender i Korea og FN-tropperne har atter fremgang
- 31. januar- John McCloy, amerikansk højkommissær, benåder 21 dødsdømte tyske krigsforbrydere

### Februar
- 1. februar - USA ønsker at forhandle om fred med Japan
- 2. februar - Kina meddeler, at de vil kæmpe til den bitre ende
- 2. februar - Englands udenrigshandel lammes af store havnestrejker
- 5. februar - USA lover Jugoslavien hjælp mod et eventuelt angreb fra Kominform
- 7. februar - USA får luftbaser i fransk Marokko
- 8. februar - De tre SAS selskaber i Sverige, Norge og Danmark, samles under ét, med hovedsæde i Stockholm
- 9. februar - de italienske kommunister splittes i to partier
- 14. februar - 16 tons illegale våben bliver fundet i Genua, Italien
- 14. februar - USA advarer Sovjet mod at angribe Jugoslavien
- 15. februar - general Eisenhower får kommando over 6 USA-divisioner i Europa
- 15. februar - Churchill betegner Englands oprustning som værende utilstrækkelig
- 16. februar - Stalin udtaler til Pravda, at 3. Verdenskrig ikke er uundgåelig
- 21. februar - Norge meddeler, at de ønsker at øge sit militære forsvar og vil i 1953 kunne mobilisere 270.000 mand
- 24. februar - USA opgør kommunisternes tab i Korea-krigen til 624.000 mand, mod 50.000 amerikanske mænd
- 25. februar - Præsident Gottwald, Tjekkiet stempler den forhenværende udenrigsminister Vladimír Clementis som forræder. Ingen kender dog Clementis's opholdssted
- 25. februar - Søofficersskolen fejrer 250 års jubilæum

### Marts
- 3. marts - i Prag, Tjekkiet fortsætter massearrestationerne og Vladimir Clementis's kone, Ludmilla Clementis er blandt de arresterede
- 6. marts - på et såkaldt Stedfortrædermøde i Paris mellem Big Four, taler den russiske repræsentant Andrei Gromyko dunder mod USA
- 7. marts - i en moske i Teheran bliver den persiske premierminister Ali Razmare myrdet. Et par dage efter at have modsat nationaliseringen af landets olieproduktion
- 10. marts - den katolske ærkebiskop Josef Beran i Prag, tvangsforvises fra byen
- 11. marts - general Josef Pavel, tjekoslovakisk politichef bliver også arresteret og sigtet for forræderi
- 12. marts - i Barcelona strejker 300.000 arbejdere mod de stigende levnedsmiddelpriser
- 13. marts - forbundskansler Konrad Adenauer udpeger sig selv som Vesttysklands første udenrigsminister
- 13. marts - for 4. gang bliver Seoul indtaget af FN-tropper
- 15. marts - det persiske parlament vedtager enstemmigt at nationalisere landets olieproduktion
- 18. marts - i Albanien indledes en udrensning af landets antikommunister
- 29. marts - i Persien indføres der undtagelsestilstand
- 22. marts - over Atlanten forsvinder en amerikansk flyvemaskine med militære hemmeligheder. 53 mister livet
- 24. marts - øverstbefalende for FN-Styrkerne general MacArthur tilbyder Korea fred, men truer så Kina med krig
- 27. marts - FN bakker ikke general MacArthurs udtaler fra 24. marts op
- 29. marts - 28-årige Palle Vichmann Hardrup dræber under et røveriforsøg i Landmandsbankens nørrebroafdeling, to af bankens ansatte
- 29. marts - Julius og Ethel Rosenberg kendes skyldig i spionage
- 31. marts - FN-styrker overskrider den 38. breddegrad

### April
- 1. april - en SAS-maskine nødlander ved Bromma. Der udbryder brand i maskinen - ingen omkommer
- 4. april - i USA vedtager senatet at sende fire divisioner landtropper til Europa som styrkelse af Atlanthæren
- 5. april - feltmarskal Montgomery besøger København, med modtagelse af kongen
- 5. april - i USA dømmes ægteparret Julius og Ethel Rosenberg til døden, for at have udleveret atomhemmeligheder til Sovjet
- 8. april - atomudvalget i USA udtaler, at dr. Klaus Fuchs har været verdens farligste spion og de oplysninger han har videregivet til Sovjet, har givet dem et forspring på 1 1/2 år
- 8. april - i Jugoslavien anmoder Tito vestmagterne om våbenleverancer
- 9. april - præsident Truman befaler general MacArthur at afholde sig fra politiske udtalelser
- 10. april - i Tjekkoslovakiet er udrensningen nået til generalerne og flere af dem begår selvmord
- 11. april - præsident Truman afskediger general MacArthur
- 11. april - i en slotsruin i Skotland finder man den stjålne kroningssten fra Westminister
- 12. april - 200 kampfly er i kamp ved grænsen mellem Kina og Korea og præsident Truman udtaler at general MacArthurs politik har været en trussel mod verdensfreden
- 13. april - den engelske kronjuvel Skæbnestenen, som blev stjålet af skotske nationalister juledag året i forvejen, sendes tilbage til Westminster Abbey
- 15. april - Nordkorea udsender fredsføler
- 17. april - ubåden Affray forsvinder. Bliver senere fundet ved den franske kyst - hvor den 75 store besætning er omkommet
- 19. april - i USA udtaler den afskediget general MacArhur at eftergivenhed over for Kina vil udløse krig
- 23. april - Nordkoreansk ny-offensiv tvinger FN-styrkerne tilbage
- 24. april - tjekkerne har udrenset 175.000 mand af partiet
- 25. april - i Persien slutter oliestrejken
- 27. april - Danmark overlader Grønlands militære baser til Atlantrådet
- 29. april - i Flensborg byråd mister danskerne flertallet ved kommunevalget

### Maj
- 1. maj - N. Zahles skole, København fejrer 100 års jubilæum
- 2. maj - firmaet Kampax tvinges ud af Persien. Politisk begrundet
- 6. maj - Niedersachsen, Tyskland opnår nynazisterne 15% af stemmerne ved landdagsvalget
- 7. maj - som let i Atlanterpagtens forsvar, landsættes amerikanske luftstyrker på Island
- 16. maj - ved Soderup, på togstrækningen mellem Kalundborg og København, torpederer et tog en lastbil, da ledvogteren havde glemt at sænke bommene
- 17. maj - 45 lande stemmer for FN sanktioner mod Kina
- 20. maj - Nordkoreanernes krigsheld vender i Koreakrigen, efter tabet af 70.000 mand og de trænges tilbage i defensiven
- 21. maj - dansk turistbus torpederes af et tog ved den hollandsk-tyske grænse. Én omkommer og 24 såres
- 22. maj - dansk turistbus forulykker i Østrig, da bremserne svigter på en bjergside. 10 af de 29 ombordværende bliver såret
- 23. maj -  Syttenpunktsoverenskomsten mellem Folkerepublikken Kina og repræsentanter for Tenzin Gyatso (den 14. Dalai Lama) underskrives.
- 27. maj - i Østrig vælges Theodor Körner til præsident
- 28. maj - den nordkoreanske offensiv betragtes som sammenbrudt og FN er for tredje gang over 38. breddegrad
- 29. maj - I Newcastle, England koster en mineeksplosion 75 dødsofre
- 31. maj - Ruhr, Tyskland indespærres 14 mand i brændende minegange, efter en mineeksplosion

### Juni
- 1. juni - i USA angriber republikanske kredse udenrigsminister Acheson og regeringen for at føre en for svag Kinapolitik, især i Formosaspørgsmålet
- 1. juni - USA's præsident Truman appellerer Persien og England om en moderat politik i oliespørgsmålet
- 2. juni - Frederiksberg fejrer 300 års fødselsdag
- 3. juni - i Sydkorea er størstedelen af landet nu renset for kommunisttropper
- 4. juni - på udenrigsministermødet i Paris afslår Sovjet at deltage, med mindre Atlantpagten kommer på dagsordenen
- 5. juni - på Nyborg Strand ved Grænseforeningens årsmøde meddeles det, at der bygges danske skoler for 7 millioner kroner i Sydslesvig
- 6. juni - syv nazistiske krigsforbrydere henrettes i Landsberg, Tyskland
- 8. juni - Harald Petersen, dansk forsvarsminister, anslår Danmarks mobiliseringsstyrke til 165.000 mand
- 9. juni - Europas kulleverancer svigter og Danmark køber 300.000 tons kul i USA på speciel Marchall-bevilling
- 11. juni - Rusland advarer Amerika mod at slutte separatfred med Japan
- 13. juni - De Valera genvælges til premierminister i Irland
- 14. juni - Østtyskland ønsker at opbygge en folkehær på 400.000 mand
- 16. juni - Jøren Saxild, civilingeniør har fået overdraget ledelsen af det militære byggeprojekt til 300 millioner kroner, der skal stå færdigt i 1952
- 17. juni - ved de franske valg går kommunisterne stærkt tilbage, hvorimod gaullisterne har stor fremgang
- 21. juni - i Paris afbrydes 3 1/2 måneds nytteløse forhandlinger mellem udenrigsministerenes stedfortrædere
- 22. juni - FN anmoder Danmark om danske troppers deltagelse i Koreakrigen
- 23. juni - russisk forsalg om fredsforhandlinger i Korea. Forslaget stilles i en amerikansk radioudsendelse af Ruslands delegerede Jakob Malik og overrasker alle
- 24. juni - den amerikanske præsident Truman erklærer sig rede til at følge det russiske forslag
- 25. juni - Kina accepterer det russiske forslag
- 26. juni - Mauritius - engelsk militært skib sendes til Abadan for at sikre englænderne i Persien. Samme dag forlader Eric Drake landet
- 27. juni - alle engelske oliefolk i Persien afslår ansættelse under persisk ledelse
- 28. juni - Mossadeq, persisk ministerpræsident anmoder præsident Truman om hjælp i oliestriden med England
- 30. juni - England anmoder om at få oliestriden med Persien på dagsordenen i Haag

### Juli
- 1. juli - Kina og Nordkorea accepterer FN's forslag om våbenhvileforhandlinger
- 2. juli - nordkoreaner efterlades ikke noget pusterum og FN styrkerne fortsætter deres angreb
- 8. juli - i Kaesong pågår der forhåndsforhandlinger mellem de krigsførende i Korea
- 9. juli - 44 stater og de tre store vestmagter ophæver krigstilstanden med Tyskland
- 10. juli - i Kaesong påbegynder de reelle fredsforhandlinger
- 11. juli - den amerikanske præsident Truman sender A. Hariman, politisk rådgiver til Teheran for at forhandle i oliestriden mellem Persien og England
- 12. juli - i Kaesong afbrydes fredsforhandlingerne, da nordkoreanerne nægter de allierede journalisters adgang samme med FN-delegationen
- 13. juli - i Kaesong accepterer nordkoreanerne General Ridgways krav om at Kaesong skal anses for absolut neutralt
- 14. juli - general Rokossovsky såres ved et attentat i Polen
- 14. juli - en ny bilfærgerute åbner mellem Gedser og Grossenbrode
- 15. juli - det kommer til stor tumult i Teheran, da den amerikanske mægler, A. Harrimans ankommer til byen
- 16. juli – Belgiens konge, Leopold 3., abdicerer
- 17. juli – Belgiens regent, Prins Baudouin bliver belgisk konge under navnet Baudouin 1.
- 18. juli - Norge, Holland og Danmark protester over Englands forslag om at optage Tyrkiet og Grækenland i Atlantpagten
- 19. juli - den spanske Franco danner en ny regering og åbner for genskabelsen af monarkiet
- 21. juli - tidligere fuldmægtig i det danske landbrugsministerium, Jørgen Riisager efterlyses af politiet. Jørgen har drevet ulovlig handel med millioner af dollars . En lang række personer afhøres og fængsles i forbindelse med sagen
- 27. juli - Danmarks udenrigspolitiske nævn vedtager at stille 1000 mand til rådighed for FN's internationale hær
- 29. juli - i Tyskland samles 5.000 tidligere faldskærmssoldater i Braunschweig for at vise sin støtte til krigsforbryderen, general Bernh Ramcke

### August
- 2. august - Ystad, Sverige, ankommer en polsk ministryger, hvor besætningen har gjort mytteri og ført skibet til Ystad, for at søge politisk asyl
- 3. august - i Danmark indføres der omgående forbud mod sommerhusbyggeri - årsagen skal findes i importen af træ er stærkt reduceret
- 3. august - USA ophæver alle toldbegunstigelser, som de kommunistiske lande fik under 2. verdenskrig
- 4. august - i Kasong afbrydes fredsforhandlingerne omgående, da kommunisterne bryder byens neutralitet, ved at sende bevæbnede soldater ind i byen. Dagen efter beklager Peking og lover at det ikke vil ske igen
- 6. august - i Grønland styrker Jens Jarl sammen med en fransk Grønlandsekspeditions-deltager ned i en gletsjerspalte og de omkommer begge
- 8. august - Danmark modtager 400.000 tons kul i Marschallhjælp
- 9. august - koksprisen siger med over 25%
- 10. august - fredsforhandlingerne genoptages i Kaesong - hvor parterne udmærker sig med ikke at sige et ord til hinanden i to timer
- 13. august - Sovjet giver tilsagn om at deltagelse i San Francisco-mødet, hvor fredstraktaten med Japan skal afsluttes
- 14. august - Danmark foreslår et Nordisk Råd
- 18. august - en cyklon, der rammer Jamaica og Mexico, dræber 260
- 19. august - for at stille spanske baser til rådighed for USA, kræver Franco 500 millioner dollars
- 23. august - kommunisterne påstår at FN har nedkastet bomber over Kaesong og afbryder fredsforhandlingerne
- 25. august - Indien ønsker fred med Japan - men ikke at deltage i Francisco-mødet
- 27. august - Frankrig beder USA om hjælp i Indokina mod kommunismen
- 28. august - endelig tillades fjernsynsudsendelser i Danmark - men der må kun modtages 1.500 fjernsynsapparater årligt
- 28. august - Jugoslavien modtager 50 millioner dollars fra USA, England og Frankrig
- 28. august - general Eisenhower overdrager fem thunder-jets i gave til Danmark
- 29. august - Werner Best, løslades fra Horsens statsfængsel, til straksudvisning af Danmark
- 31. august - Danmark må yde akuthjælp til Færøernes erhvervsbank, der har udlånt for store summer, uden sikkerhed

### September
- 4. september - San Francisco-mødet om en japansk fredstraktat, åbnes af præsident Truman
- 4. september - Emir Talal vender hjem og udråbes til konge af Jordanien, efter sin dræbte fader
- 6. september - USA OG Portugal indgår aftale om en Atlantbase på Azorerne
- 8. september - 48 lande indgår fredstraktaten med Japan, på San Fransisco-mødet. Sovjetunionen, Polen og Tjekkoslovakiet har dog ikke skrevet under
- 10. september - i Frederikshavn påkører et motortog en bus, to omkommer ved ulykken
- 11. september - en tjekkisk lokomotivfører kører sit tog til Vesttyskland, hvor 20 søger om asyl. 86 passagerer vender dog tilbage
- 12. september - trikotagefabrikken Asani i Viborg brænder ned og 500 bliver arbejdsløse. En deprimeret ung pige havde antændt vatlageret
- 12. september - den amerikanske udenrigsminister General Marshall fratræder. Han afløses af Robert A. Lowett
- 19. september - i Ottawa opgiver Danmark, Holland og Norge at bruge deres vetoret mod optagelsen af Grækenland og Tyrkiet i Atlantpagten
- 21. september - ved Ringsted styrter en spitfirejager ned. Pilot og en 12-årig dreng omkommer
- 23. september - Kong George af England bliver opereret for en farlig lungesygdom
- 26. september - Vesttyskland pålægger danske landbrugsvarer en told på 25-30%
- 27. september - en københavnsk grosserer har købt en finhval i Norge. Mrs Harøy døbes hvalen, der ankommer med tog fra det nordlige ishav på denne dag. Hvalen udstilles flere steder i landet
- 28. september – Seth Barnes Nicholson opdager Jupiter-månen Ananke
- 29. september - efter 4 år, 35.000 afhøringer og 4.500 rapporter - lykkedes det dansk politi at nedbryde Gunnar Pettersons alibi og han tilstår mordet på lille Anne i Utterslev mose

### Oktober
- 2. oktober – Et meteornedslag ved Aarhus finder sted i Riis Skov
- 3. oktober - Det Hvide Hus, Washington oplyser, at de har registreret, at Sovjet har foretaget forsøg på to atomsprængninger
- 3. oktober - premiere på dansk tv
- 3. oktober - i oliekonflikten mellem Englang og Persien, tilbyder Rusland materiel og politisk støtte til Persien
- 4. oktober - i dansk radio oplæser forsvarsminister Harald Petersen en forholdsordre til det danske militær; Hvis Danmark angribes, skal landet forsvares
- 6. oktober - sir Henry Gurney snigmyrdes i Malaya
- 9. oktober - David Ben-Gurion bliver igen premierminister i Israel
- 13. oktober - USA meddeler, at man snart er klar med en base ved Thule i Nordgrønland
- 22. oktober – 5000 amerikanske soldater udsættes for nedfald fra atomprøvesprængning i Nevada. Militæret skal undersøge virkningerne af nedfaldet
- 22. oktober - Grækenland og Tyrkiet optages i NATO
- 22. oktober - Dyrehavn har det skidt og man planter 30.000 træer
- 25. oktober - det konservative parti vinder valget og regeringsmagten i England

### November
- 17. november - Tegneserien Rasmus Klump får sin verdenspremiere denne dag

- 23. november – Ved en brand på Holmen i København eksploderer 11 miner. 16 personer omkommer

### December
- 24. december - Libyen bliver et selvstændigt kongedømme under Idris 1. efter at have været italiensk koloni siden 1911

### Udateret
- Youth for Understanding (en international udvekslingsorganisation) stiftes.
- Writers Guild of America, East grundlægges.

## Født

### Januar
- 8. januar – John McTiernan, amerikansk filminstruktør.
- 12. januar – Kirstie Alley, amerikansk skuespillerinde (død 2022).
- 13. januar − Brita Wielopolska, dansk filminstruktør (død 2020).
- 27. januar – Anders Dahl-Nielsen, dansk håndboldspiller.
- 30. januar – Phil Collins, engelsk trommeslager, sanger og sangskriver

### Februar
- 15. februar – Jane Seymour, engelsk skuespillerinde.
- 20. februar – Gordon Brown, britisk politiker.

### Marts
- 7. marts – Francis Rocco Prestia, bassist i funk/soul-bandet Tower of Power.
- 7. marts – Ulla Henningsen, dansk sanger og skuespillerinde.
- 17. marts – Kurt Russell, amerikansk skuespiller.
- 18. marts – Jan Monrad, dansk komiker og sanger (død 2015).
- 20. marts – Jimmie Vaughan, amerikansk blues-guitarist og sanger.
- 31. marts – Johnny Madsen, dansk musiker, sangskriver og kunstmaler (død 2024).

### April
- 4. april - Steen Christiansen (musiker), dansk musiker, komponist og guitarist (død 2019).
- 13. april – Peter Davison, engelsk skuespiller.
- 14. april – Jytte Pilloni, dansk sanger og skuespillerinde (død 1997).
- 17. april – Olivia Hussey, engelsk skuespillerinde (død 2024).
- 19. april – Jóannes Eidesgaard, færøsk politiker.
- 23. april − Torben Lendager, dansk musiker.
- 27. april – Henrik Krogsgaard, dansk kapelmester og pianist.

### Maj
- 16. maj – Jonathan Richman, amerikansk musiker.
- 16. maj – Christian Lacroix, fransk modeldesigner.
- 23. maj – Antonis Samaras, græsk minister.
- 30. maj – Søren Spanning, dansk skuespiller (død 2020).
- 30. maj – Stephen Tobolowsky, amerikansk skuespiller.

### Juni
- 3. juni – Jill Biden, amerikansk førstedame.
- 8. juni – Bonnie Tyler,  walisisk sanger.
- 13. juni – Stellan Skarsgård, svensk skuespiller.
- 19. juni − Morten Zeuthen, dansk cellist.
- 20. juni – Tress MacNeille, australsk tegnefilmsdubber.
- 27. juni – Mary McAleese, irsk præsident.
- 29. juni – Don Rosa, amerikansk Anders And-tegner.

### Juli
- 6. juli – Geoffrey Rush, australsk skuespiller.
- 8. juli – Anjelica Huston, amerikansk skuespillerinde.
- 21. juli - Robin Williams, amerikansk skuespiller og komiker (død 2014).
- 24. juli – Lynda Carter, amerikansk skuespillerinde.
- 25. juli – Frank Aaen, politiker for Enhedslisten og Danmarks Kommunistiske Parti.

### August
- 8. august – Louis van Gaal, tidligere hollandsk fodboldspiller.
- 8. august – Mohamed Mursi, egyptisk politiker (død 2019).
- 9. august – Alexander Bozhkov, bulgarsk politiker (død 2009).
- 10. august – Juan Manuel Santos, colombiansk præsident.
- 14. august – Carl Lumbly, amerikansk skuespiller.
- 19. august – John Deacon, engelsk bassist i Queen.
- 25. august – Rob Halford, engelsk sanger.
- 26. august – Edward Witten, amerikansk teoretisk fysiker.

### September
- 5. september – Michael Keaton, amerikansk skuespiller.
- 12. september – Joe Pantoliano, amerikansk skuespiller.
- 13. september – Jean Smart, amerikansk skuespillerinde.
- 18. september – Ben Carson, amerikansk politiker.
- 21. september – Aslan Maskhadov, tjetjenske leder (død 2005).
- 25. september – Mark Hamill, amerikansk skuespiller.
- 29. september – Michelle Bachelet, chilensk præsident.

### Oktober
- 5. oktober − Karen Allen, amerikansk skuspillerinde.
- 5. oktober − Bob Geldof,  irsk sanger.
- 14. oktober − Anne-Margrethe Laxholm, dansk danser.
- 16. oktober − Anders Hjulmand, dansk advokat.
- 20. oktober − Claudio Ranieri, italiensk fodboldtræner.
- 21. oktober − Tim Sloth Jørgensen, dansk forsvarschef.
- 26. oktober − Bootsy Collins, amerikansk basguitarist

### November
- 4. November – Traian Băsescu, rumænsk præsident.
- 9. November – Lou Ferrigno, amerikansk skuespiller.
- 17. November – Stephen Root, amerikansk skuespiller.
- 27. November – Kathryn Bigelow, amerikansk filminstruktør.

### December
- 1. december – Jarl Friis-Mikkelsen, dansk skuespiller, instruktør og studievært
- 1. december – Treat Williams, amerikansk skuespiller (død 2023)
- 15. december – Anders Bircow, dansk skuespiller og medlem af Linie 3.
- 19. december – Ulf Olsson, svensk morder (død 2010).
- 27. december – Ernesto Zedillo, mexikansk præsident.
- 29. december – Yvonne Elliman, amerikansk sangerinde.

## Dødsfald

### Januar
- 1. januar - Carl Koblauchs, populær cykelrytter, dør under et cykelløb i Australien (født 1923)
- 9. januar – Nikoline Nielsen, dansk brygger (født 1874)
- 10. januar - Sinclair Lewis, amerikansk forfatter og nobelprismodtager (født 1885)
- 22. januar – Harald Bohr, dansk matematiker og fodboldspiller (født 1887).
- 25. januar – C.F. Jarl, dansk ingeniør og erhvervsmand (født 1872).
- 27. januar – Carl Gustaf Mannerheim, finsk general, statsmand og præsident (født 1867).
- 30. januar – Ferdinand Porsche, østrigsk bilfabrikant (født 1875).

### Februar
- 3. februar – August Horch, tysk bilfabrikant (født 1868).
- 8. februar - Fritz Thyssen, tysk stålkonge, der finansierede Hitler. Dør statsløs i Argentina (født 1873)
- 12. februar – Percy Howard Hansen, dansk soldat i engelsk tjeneste, som blev dekoreret med Viktoriakorset (født 1890).
- 19. februar – André Gide, fransk forfatter og nobelprismodtager (født 1869).
- 21. februar – Lilian Ellis, dansk skuespiller og danser (født 1907).

### Marts
- 23. marts – Axel Malmstrøm, dansk teolog og biskop (født 1888).

### April
- 1. april - Ebba Wilton, kammersangeinde (født 1896)
- 2. april – Charles Willumsen, dansk skuespiller (født 1866).
- 6. april – Marie Nielsen, dansk revolutionær (født 1875).
- 9. april – Vilhelm Bjerknes, norsk fysiker og meteorolog (født 1862).
- 14. april – Ernest Bevin, engelsk politiker, fagforeningsleder og udenrigsminister (født 1881).
- 23. april – Charles G. Dawes, amerikansk vicepræsident og nobelprismodtager (født 1865).
- 29. april – Ludwig Wittgenstein, østrigsk filosof (født 1889).

### Maj
- 3. maj - Edgar Rubin, professor i psykologi
- 7. maj – Warner Baxter, amerikansk skuespiller (født 1889).
- 14. maj - K.H. Kofoed, dansk politiker og minister (født 1879).
- 22. maj – Axel Nielsen, dansk nationaløkonom og rektor (født 1880).
- 26. maj – Poul Nørlund, dansk historiker, arkæolog og professor (født 1888).

### Juni
- 26. juni - Gerda Henning, dansk væver og tekstilkunstner (født 1891).

### Juli
- 8. juli – Willy Gervin, dansk cykelrytter (født 1903).
- 9. juli – Jørgen Bentzon, dansk komponist (født 1897).
- 13. juli – Arnold Schönberg, østrigsk komponist og musikteoretiker (født 1874).
- 23. juli – Philippe Pétain, tidl. fransk marskal og leder af Vichy-regeringen (født 1856).
- 23. juli – Robert J. Flaherty, amerikansk dokumentarfilminstruktør (født 1884).
- 28. juli – Louis Bobé, kgl. dansk ordenshistoriograf (født 1867).

### August
- 12. august - Ebbe Hamerik, komponist (født 1898)
- 13. august - Carl Immanuel Scharling, dansk teolog og biskop (født 1879).
- 14. august – William Randolph Hearst, amerikansk avisudgiver (født 1863).
- 18. august – Jacob Saxtorph-Mikkelsen, dansk komponist og sanger (født 1878).
- 22. august - Harald Blegvad, dr. phil (født 1886)

### September
- 23. september – Erik Arup, dansk historiker og professor (født 1876).

### Oktober
- 5. oktober - Egisto Tango, kapelmester Det. Kgl. Teater (født 1873)
- 16. oktober - Liaquat Ali Kahn, pakistansk regeringschef (født 1896)

- 25. oktober – Henning Ahrensborg, dansk skuespiller (født 1925)

### November
- 6. november – Julius Hartmann, dansk fysiker (født 1881)
- 13. november - Nikolaj Medtner, russisk pianist og komponist (født 1880)

### December
- 12. december - Louis Østrup, dansk generalkonsul og fodboldleder (født 1876)
- 24. december – Bodil Hauschildt, dansk fotograf (født 1861)
- 26. december - Johan Thomas Lundbye, dansk ingeniør og professor (født 1874)

## Nobelprisen
- Fysik – John Cockcroft og Ernest T. S. Walton
- Kemi – Edwin McMillan og Glenn T. Seaborg
- Medicin – Max Theiler, Sydafrika. Gul feber.
- Litteratur – Pär Lagerkvist
- Fred – Leon Jouhaux

## Sport
- 12. februar - 15.000 tilskuere overværer det internationale skihopstævne på Holtekol. Bedste udlænding bliver nordmanden Verner Alfredsen. Bedste dansker; Poul Elnegaard
- 18. februar - I Oslo taber Danmark bokselandskampen 3-5 til Norge
- 6. maj - KB taber sensationelt 0-2 til Frem og må rykke ned i 2. division
- 13. juni - i Østerbro Svømmehal svømmer Greta Andersen årets hurtigste tid på 400 meter, på tiden 5.15,3
- 20. juli - den til dato ældste verdensmester i sværvægt, Jersey Joe Walcott vinder trofæet fra Ezzard Charles
- 2. september - tennislandskamp Danmark - Sverige, 4-1
- 16. september - foldboldlandskamp Norge - Danmark, 2-0
- 31. oktober - Greta Andersen svømmer Danmarks næstbedste tid på 400 meter crawl i tiden 5.06,5
- Ryder Cup, golf – USA 9½-Storbritannien 2½

## Bøger
- Da Trifitterne kom – John Wyndham